# جاك سبرينغ
جاك سبرينغ (بالإنجليزية: Jack Spring) هو لاعب كرة قاعدة أمريكي، ولد في 11 مارس 1933 في سبوكين في الولايات المتحدة، وتوفي في 2 أغسطس 2015 بسبب مرض باركنسون.

## وصلات خارجية
- جاك سبرينغ على موقع دوري كرة القاعدة الرئيسي (الإنجليزية)
- جاك سبرينغ على موقعبيزبول رفرنس.كوم (الدوري الرئيسي) (الإنجليزية)
- جاك سبرينغ على موقعبيزبول رفرنس.كوم (الدوري الثانوي) (الإنجليزية)